# Ievgueni Grochev
Ievgueni Nikolaïevitch Grochev - en russe : Евгений Николаевич Грошев - (né le 3 avril 1937 à Moscou en URSS - mort en 2013) est un joueur russe de hockey sur glace.

## Carrière de joueur
Durant sa carrière professionnelle il a évolué dans le championnat d'URSS sous les couleurs des Krylia Sovetov. Il termine avec un bilan de 450 matchs et 236 buts en élite.

## Carrière internationale
Il a représenté l'URSS à 25 reprises (10 buts) sur une période de trois saisons entre 1959 et 1964. Il a remporté le bronze aux Jeux olympiques de 1960. Il a participé à deux éditions des championnats du monde pour un bilan d'une médaille d'argent et une de bronze.

## Trophées et honneurs personnels
URSS
- 1962 : termine meilleur buteur.
- 1959, 1960, 1962 : élu dans l'équipe d'étoiles.

## Statistiques

### En équipe nationale
| Année | Équipe | Compétition |   | PJ | B | A | Pts | Pun                |  | Résultat |
| 1959  | URSS   | CM          | 8 | 6  |   | 6 |     | Médaille d'argent  |  |          |
| 1960  | URSS   | CM & JO     | 7 | 3  | 4 | 7 | 6   | Médaille de bronze |  |          |